# Рандзан
Рандзан (яп. 嵐山町 Рандзан-мати) — посёлок в Японии, находящийся в уезде Хики префектуры Сайтама. Площадь посёлка составляет 29,85 км², население — 18 301 человек (1 августа 2014), плотность населения — 613,10 чел./км².

## Географическое положение
Посёлок расположен на острове Хонсю в префектуре Сайтама региона Канто. С ним граничат города Хигасимацуяма, Фукая, Кумагая и посёлки Намегава, Огава, Токигава, Хатояма, Йории.

## Население
Население посёлка составляет 18 301 человек (1 августа 2014), а плотность — 613,10 чел./км². Изменение численности населения с 1980 по 2005 годы:
| 1980 | 16 080 чел. |  |
| 1985 | 17 204 чел. |  |
| 1990 | 18 265 чел. |  |
| 1995 | 19 706 чел. |  |
| 2000 | 19 816 чел. |  |
| 2005 | 19 479 чел. |  |

## Символика
Деревом посёлка считается слива японская, цветком — рододендрон.